# Thoor Ballylee
Thoor Ballylee (irisch Túr Bhaile Uí Laí) ist ein hiberno-normannisches Tower House, das die Burkes oder De Burgos im 15. oder 16. Jahrhundert in der Nähe von Gort im irischen County Galway errichten ließen. Es wird auch Yeats’ Tower genannt, weil es einst William Butler Yeats gehörte.

## Geschichte
Die Burg entstand um das Jahr 1600 und das Anwesen gehörte einst zu den riesigen Besitzungen der Earls of Clanricarde.
Die nahegelegene Brücke mit vier Bögen wurde um 1825 errichtet. Für das Jahr 1837 ist verzeichnet, dass die Familie Carrig in der Burg lebte. Zur Zeit der Griffith’s Valuation (1857) hatte Patrick Carrick ein Hüterhaus, die Burg und Land in Ballylee, Baroant Kiltartan, von William Henry Gregory gepachtet. Zu dieser Zeit war das Anwesen mit £ 5 bewertet.
Anfang des 20. Jahrhunderts gehörte das Tower House immer noch den Gregorys und wurde Teil des nahegelegenen Coole-Anwesens, wo Lady Augusta Gergory, Yeats’ lebenslange Freundin, lebte. Auf dem Anwesen war Coole House, in dem Lady Gregory lebte, das Zentrum der Treffen der irischen Literaturgruppe, einer Gruppe, die sich aus einer großen Zahl hervorragender Personen der damaligen Zeit zusammensetzte. In der Nähe dieses Tower Houses, im Coole Park, begann das Irish Literary Revival.
Thoor Ballylee Castle wurde auch „Yeats’ Tower“ genannt, weil Yeats das Anwesen 1916 oder 1917 zum symbolischen Preis von £ 35 kaufte. Er schätzte daran besonders, dass es in einer bäuerlichen Gegend lag. Von 1921 bis 1929 lebten Yeats und seine Familie dort; es war sein Denkmal und Symbol: In beiderlei Hinsicht erfüllte es seinen Wunsch nach einem verwurzelten Ort auf dem Land. Das Tower House behielt im oberen Teil seine ursprünglichen Fenster. Yeats und sein Architekt, Professor „William A. Scott“, restaurierten das Tower House während der folgenden zwei Jahre und ließen in den unteren Stockwerken größere Fenster einbauen.
Da Yeats eine Schwäche für die irische Sprache hatte, ließ er die Bezeichnung „Castle“ fallen und ersetzte sie durch „Thoor“ (Túr ist das irisch-gälische Wort für „Turm“), sodass das Anwesen „Thoor Ballylee“ genannt wurde. 12 Jahre lang war Thoor Ballylee Yeats’ Sommerhaus und Rückzugsort auf dem Lande. In einem Brief an einen Freund schrieb er: „Alles ist so schön, dass es hieße, Schönheit zurückzulassen, wenn man woanders hinginge.“ So ist es kein Wunder, dass Yeats sich in Ballylee inspiriert sah Literaturwerke, wie die Gedichte „Der Turm“ und „Coole Park und Ballylee“ zu schaffen.
1929 wurde Ballylee aufgegeben, weil die Familie Yeats auszog, und das Tower House verfiel.
1951 wurde eine Filmszene von John Fords Der Sieger, in der John Wayne und Maureen O’Hara einen Fluss überqueren, in der Nähe von Thoor Ballylee gedreht.
Mary Hanley (1914–1979) war die Gründerin der Kiltartan Society. Hanley, die aus Carron im County Clare stammte, gründete die Gesellschaft 1961 um das Interesse an der Literaturgeschichte des Bezirks zu pflegen, insbesondere der von Lady Gregory, Edward Martyn und W. B. Yeats. Sie war für die Restaurierung von Thoor Ballylee verantwortlich (mit Hilfe von Bord Fáilte und der Familie Yeats). Damals gehörte das Anwesen der Office of Public Works. Hanley überzeuge den Dichter Pedraic Colum, die Burg am Sonntag, den 20. Juni 1965, dem 100. Geburtstag von Yeats, als „Yeats' Tower“ zu eröffnen, wobei das Gebäude so aussah, als lebte Yeats noch dort; es diente seither als Yeats-Museum mit einer Sammlung von dessen Erstausgaben und Möbelstücken. Die angrenzende Müllerhütte wurde zu einem Café und Andenkenladen. Diese wurden später durch ein neu gebautes Gebäude im hinteren Teil erweitert.

### Heute
Der nahegelegene Steamstown River überflutet Thoor Ballylee gelegentlich. Dies geschah insbesondere 1995 und zum Jahreswechsel 2009 / 2010. Im Jahre 2009 wurde das Tower House dadurch erheblich beschädigt. Eine Zeitlang schien es, als ob finanzielle Probleme der Regierung dafür herhalten sollten, dass kein Geld für die Reparatur zur Verfügung stand.
So begannen erst im Februar 2012 auf Betreiben von Fáilte Ireland die Restaurierungsarbeiten, auch wenn damals noch kein Zeitpunkt für die Wiedereröffnung angegeben werden konnte. Einer der Betreiber der Restaurierung war Lorraine Higgins, Senatorin von East Galway, die zu bedenken gab, dass ein wiedereröffneter Yeats' Tower ein Magnet für den Tourismus des Ortes sein würde.
Im Februar 2013 war das Tower House immer noch nicht wiedereröffnet. Aber eine private Gruppe hatte – in Zusammenarbeit mit Fáilte Ireland – das Galway Rural Development, eine Workfareorganisation, mit den Erhaltungsarbeiten betraut.
2014 pachtete eine lokale Gemeindegruppe, die Yeats Thoor Ballylee Society, Thoor Ballylee von Fáilte Ireland, um ihn für den 150. Geburtstag von Yeats im Juni 2015 in ein Kultur- und Ausbildungszentrum umzugestalten. Die Gesellschaft arbeitete mit dem National Yeats Steering Commitee und der Yeats Society zusammen, um sicherzustellen, dass Thoor Ballylee ein integraler Teil der Yeats-Feierlichkeiten 2015 würde.
Anfang Dezember 2015 verwüstete der Sturm „Desmond“ Teile von Irland mit Regenfluten und zerstörerischen Winden. Thoor Ballylee und die angrenzende Müllerhütte wurden durch eine meterhohe Flut beschädigt.

## Beschreibung

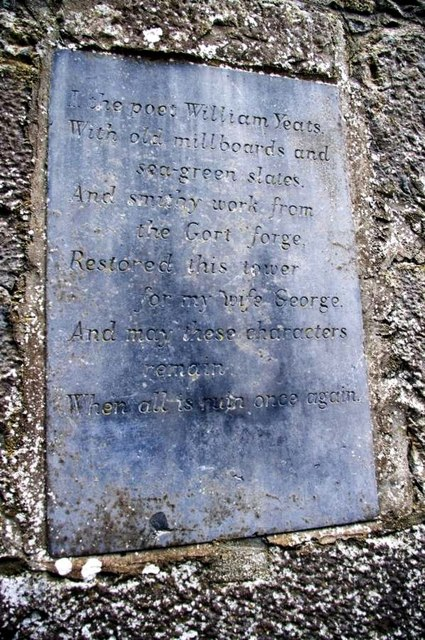
Tafel am Tower House von William B. Yeats

Das Tower House hat vier Stockwerke mit je einem Raum, die durch eine Wendeltreppe in der 2,1 Meter dicken Außenmauer verbunden sind. In jedem Stockwerk findet sich ein Fenster, von dem aus man den Streamstown River überblicken kann, der am Thoor Ballylee entlang fließt. An den Turm angebaut ist ein kleines, strohgedecktes Bauernhaus.
Yeats beschrieb den Raum im Erdgeschoss als den „angenehmsten Raum, den er je gesehen hatte, von dem aus sich ein großartiges, breites Fenster über den Fluss öffnete und das mit einer Rundbogentür ausgestattet war, die zur strohgedeckten Halle führte.“ Er bewunderte auch die in die Außenmauer eingelassene Treppe und erklärte symbolisch: „Diese gewundene, kreisende, sich schraubende Tretmühle einer Treppe ist die Treppe meiner Ahnen; diese Goldsmiths, Dean, Berkeley und Burke sind hier gelaufen.“
An der Außenmauer gibt es eine Tafel, die an Yeats' Aufenthalt erinnert:

I, the poet William Yeats,

With old mill boards and sea-green slates,

And smithy work from the Gort forge,

Restored this tower for my wife George.

And may these characters remain

When all is ruin once again.

Ich, der Dichter William Yeats,

habe mit alten Mühlentafeln und meergrünen Schiefern

und Schmiedearbeiten von der Gort-Schmiede

dieses Tower House für meine Gattin George restauriert.

Mögen diese Zeilen bleiben,

wenn alles wieder eine Ruine sein wird.